# O Visitante
The Visitor (bra/prt: O Visitante) é um filme americano de 2007, do gênero drama romântico, escrito e dirigido por Thomas McCarthy e estrelado por Richard Jenkins.
O filme conta a história de um viúvo e solitário professor universitário cuja vida muda na meia idade quando se depara com questões como identidade, imigração e relações multiculturais em um mundo após os ataques de 11 de setembro de 2001.
Por este filme, McCarthy ganhou o Independent Spirit Award de melhor diretor, enquanto Richard Jenkins foi indicado ao Oscar de Melhor Ator.

## Sinopse
Ao viajar a Nova York para uma conferência, professor universitário solitário e idoso encontra seu apartamento na cidade invadido por um jovem casal de imigrantes ilegais. Solidário, o professor deixa-os ficar e, em troca, o homem o ensina a tocar tambor. Quando o casal é preso, o professor faz de tudo para ajudá-los, e nessa luta acaba conhecendo a mãe do imigrante, por quem se apaixona.

## Elenco
- Richard Jenkins como Walter Vales
- Haaz Sleiman como Tarek
- Danai Jekesai Gurira como Zainab
- Hiam Abbass como Mouna
- Richard Kind como Jacob
- Michael Cumpsty como Charles
- Marian Seldes como Barbara

## Prêmios e indicações
| Prêmio     | Categoria   | Recipiente      | Resultado |
| ---------- | ----------- | --------------- | --------- |
| Oscar 2009 | Melhor ator | Richard Jenkins | Indicado  |

## Produção
A história do filme começou com os personagens de Tarek e Walter. McCarthy queria que os personagens interagissem e criassem uma história que fosse como "colocar as peças de um quebra cabeças juntos". Ele começou a escrever o filme durante uma visita ao Oriente Médio. Ele disse que teve "uma grande conexão especial com as pessoas que conheci em Beirut". e nunca considerou o ângulo da imigração até retornar a Nova York.

## Lançamento
O filme estreou no Festival Internacional de Cinema de Toronto em 2007 e foi exibido em vários festivais em 2008.

### Crítica
The Visitor recebeu críticas muito positivas. No site Rotten Tomatoes o filme possui um indíce de aprovação de 90%, baseado em 111 resenhas, com uma média de 7,7/10. O consenso é "The Visitor é um drama sincero e humanista que habilmente explora a identidade, a imigração e outras questões importantes do pós 11 de setembro". No site Metacritic o filme possui uma aprovação de 79/100, baseado em 29 resenhas, indicando "críticas geralmente favoráveis".